# Hypocladia calita
Hypocladia calita är en fjärilsart som beskrevs av Paul Dognin 1911. Hypocladia calita ingår i släktet Hypocladia och familjen björnspinnare. Inga underarter finns listade i Catalogue of Life.